# MaMaSé! (album)
MaMaSé! is het tiende album van de meidengroep K3, dat op 19 november 2009 in Nederland en België werd uitgebracht. Het album is de opvolger van Kusjes uit 2007 en dit is tevens het eerste album met Josje Huisman van de tweede K3-bezetting.
Op 12 oktober verscheen de single MaMaSé! in België en in Nederland. De single was al vanaf 28 september 2009 te downloaden in drie versies, namelijk door de drie finalisten van K2 zoekt K3: Josje Huisman, Noa Neal en Madelon van der Poel. Het is eveneens de titelsong van het gelijknamige album.
Dit album is een dubbelalbum: het bevat een cd met nieuwe liedjes en een cd met de grootste K3-hits van de voorbije tien jaar waarop de zangpartijen van voormalig K3-lid Kathleen Aerts vervangen en opnieuw ingezongen zijn door Josje.
De cd is op 18 november gepresenteerd in Orangerie Elswout in Overveen. Hoewel de nieuwe cd MaMaSé! pas 19 november in de winkels lag, was de cd bij de presentatie al platina met vijftigduizend verkochte exemplaren.
De eerste single van het album was De Revolutie!, die al in 2008 werd uitgebracht met de stem van Kathleen Aerts. In de versie op het album zijn haar zangpartijen opnieuw ingezongen door Josje Huisman. Na K2 zoekt K3 werd MaMaSé! uitgebracht, de eerste officiële single met Josje. De derde single van het album werd De Politie. Als vierde single werd Handjes Draaien uitgebracht en als vijfde en laatste single Leukste van het land.

## Nummers

### Cd 1
1. MaMaSé!
2. De politie
3. Handjes draaien
4. Leukste van het land
5. Lollypopland
6. De revolutie
7. Hiep hiep hoera
8. Radio
9. Blankenberge
10. Hey hey
11. Ster
12. Wanneer zie ik jou terug

### Cd 2
1. Alle kleuren
2. Teleromeo
3. Heyah mama
4. Kuma hé
5. Ya ya yippee
6. Oya lélé
7. Toveren
8. Je hebt een vriend
9. Oma's aan de top
10. Verliefd
11. De 3 biggetjes
12. Kusjesdag

## Hitnoteringen

### NederlandseAlbum Top 100
| Hitnotering: 21-11-2009 t/m 03-12-2011 | Hitnotering: 21-11-2009 t/m 03-12-2011 | Hitnotering: 21-11-2009 t/m 03-12-2011 | Hitnotering: 21-11-2009 t/m 03-12-2011 | Hitnotering: 21-11-2009 t/m 03-12-2011 | Hitnotering: 21-11-2009 t/m 03-12-2011 | Hitnotering: 21-11-2009 t/m 03-12-2011 | Hitnotering: 21-11-2009 t/m 03-12-2011 | Hitnotering: 21-11-2009 t/m 03-12-2011 | Hitnotering: 21-11-2009 t/m 03-12-2011 | Hitnotering: 21-11-2009 t/m 03-12-2011 | Hitnotering: 21-11-2009 t/m 03-12-2011 | Hitnotering: 21-11-2009 t/m 03-12-2011 | Hitnotering: 21-11-2009 t/m 03-12-2011 | Hitnotering: 21-11-2009 t/m 03-12-2011 | Hitnotering: 21-11-2009 t/m 03-12-2011 | Hitnotering: 21-11-2009 t/m 03-12-2011 | Hitnotering: 21-11-2009 t/m 03-12-2011 | Hitnotering: 21-11-2009 t/m 03-12-2011 |
| Week:                                  | 1                                      | 2                                      | 3                                      | 4                                      | 5                                      | 6                                      | 7                                      | 8                                      | 9                                      | 10                                     | 11                                     | 12                                     | 13                                     | 14                                     | 15                                     | 16                                     | 17                                     | 18                                     |
| -------------------------------------- | -------------------------------------- | -------------------------------------- | -------------------------------------- | -------------------------------------- | -------------------------------------- | -------------------------------------- | -------------------------------------- | -------------------------------------- | -------------------------------------- | -------------------------------------- | -------------------------------------- | -------------------------------------- | -------------------------------------- | -------------------------------------- | -------------------------------------- | -------------------------------------- | -------------------------------------- | -------------------------------------- |
| Positie:                               | 60                                     | 1                                      | 1                                      | 1                                      | 1                                      | 5                                      | 5                                      | 2                                      | 1                                      | 2                                      | 1                                      | 3                                      | 4                                      | 7                                      | 6                                      | 5                                      | 15                                     | 8                                      |
| Week:                                  | 19                                     | 20                                     | 21                                     | 22                                     | 23                                     | 24                                     | 25                                     | 26                                     | 27                                     | 28                                     | 29                                     | 30                                     | 31                                     | 32                                     | 33                                     | 34                                     | 35                                     | 36                                     |
| Positie:                               | 7                                      | 14                                     | 14                                     | 13                                     | 14                                     | 12                                     | 16                                     | 19                                     | 16                                     | 19                                     | 15                                     | 12                                     | 11                                     | 14                                     | 9                                      | 10                                     | 7                                      | 6                                      |
| Week:                                  | 37                                     | 38                                     | 39                                     | 40                                     | 41                                     | 42                                     | 43                                     | 44                                     | 45                                     | 46                                     | 47                                     | 48                                     | 49                                     | 50                                     | 51                                     | 52                                     | 53                                     | 54                                     |
| Positie:                               | 6                                      | 7                                      | 7                                      | 6                                      | 11                                     | 13                                     | 12                                     | 14                                     | 16                                     | 19                                     | 21                                     | 22                                     | 25                                     | 21                                     | 23                                     | 17                                     | 17                                     | 26                                     |
| Week:                                  | 55                                     | 56                                     | 57                                     | 58                                     | 59                                     | 60                                     | 61                                     | 62                                     | 63                                     | 64                                     | 65                                     | 66                                     | 67                                     | 68                                     | 69                                     | 70                                     | 71                                     | 72                                     |
| Positie:                               | 23                                     | 35                                     | 38                                     | 36                                     | 33                                     | 25                                     | 21                                     | 18                                     | 19                                     | 21                                     | 24                                     | 22                                     | 22                                     | 21                                     | 25                                     | 28                                     | 30                                     | 39                                     |
| Week:                                  | 73                                     | 74                                     | 75                                     | 76                                     | 77                                     | 78                                     | 79                                     | 80                                     | 81                                     | 82                                     | 83                                     | 84                                     | 85                                     | 86                                     | 87                                     | 88                                     | 89                                     | 90                                     |
| Positie:                               | 40                                     | 41                                     | 41                                     | 41                                     | 40                                     | 51                                     | 42                                     | 36                                     | 33                                     | 39                                     | 32                                     | 42                                     | 30                                     | 28                                     | 33                                     | 18                                     | 25                                     | 20                                     |
| Week:                                  | 91                                     | 92                                     | 93                                     | 94                                     | 95                                     | 96                                     | 97                                     | 98                                     | 99                                     | 100                                    | 101                                    | 102                                    | 103                                    | 104                                    | 105                                    | 106                                    |                                        |                                        |
| Positie:                               | 17                                     | 24                                     | 30                                     | 26                                     | 33                                     | 29                                     | 40                                     | 56                                     | 54                                     | 69                                     | 62                                     | 51                                     | 53                                     | 60                                     | 57                                     | 73                                     | uit                                    |                                        |

### VlaamseUltratop 100Albums
| Hitnotering: 28-11-2009 t/m 05-11-2011 | Hitnotering: 28-11-2009 t/m 05-11-2011 | Hitnotering: 28-11-2009 t/m 05-11-2011 | Hitnotering: 28-11-2009 t/m 05-11-2011 | Hitnotering: 28-11-2009 t/m 05-11-2011 | Hitnotering: 28-11-2009 t/m 05-11-2011 | Hitnotering: 28-11-2009 t/m 05-11-2011 | Hitnotering: 28-11-2009 t/m 05-11-2011 | Hitnotering: 28-11-2009 t/m 05-11-2011 | Hitnotering: 28-11-2009 t/m 05-11-2011 | Hitnotering: 28-11-2009 t/m 05-11-2011 | Hitnotering: 28-11-2009 t/m 05-11-2011 | Hitnotering: 28-11-2009 t/m 05-11-2011 | Hitnotering: 28-11-2009 t/m 05-11-2011 | Hitnotering: 28-11-2009 t/m 05-11-2011 | Hitnotering: 28-11-2009 t/m 05-11-2011 | Hitnotering: 28-11-2009 t/m 05-11-2011 | Hitnotering: 28-11-2009 t/m 05-11-2011 | Hitnotering: 28-11-2009 t/m 05-11-2011 | Hitnotering: 28-11-2009 t/m 05-11-2011 | Hitnotering: 28-11-2009 t/m 05-11-2011 | Hitnotering: 28-11-2009 t/m 05-11-2011 |
| Week:                                  | 1                                      | 2                                      | 3                                      | 4                                      | 5                                      | 6                                      | 7                                      | 8                                      | 9                                      | 10                                     | 11                                     | 12                                     | 13                                     | 14                                     | 15                                     | 16                                     | 17                                     | 18                                     | 19                                     | 20                                     | 21                                     |
| -------------------------------------- | -------------------------------------- | -------------------------------------- | -------------------------------------- | -------------------------------------- | -------------------------------------- | -------------------------------------- | -------------------------------------- | -------------------------------------- | -------------------------------------- | -------------------------------------- | -------------------------------------- | -------------------------------------- | -------------------------------------- | -------------------------------------- | -------------------------------------- | -------------------------------------- | -------------------------------------- | -------------------------------------- | -------------------------------------- | -------------------------------------- | -------------------------------------- |
| Positie:                               | 1                                      | 1                                      | 1                                      | 1                                      | 1                                      | 1                                      | 1                                      | 2                                      | 2                                      | 3                                      | 5                                      | 7                                      | 9                                      | 9                                      | 13                                     | 21                                     | 17                                     | 16                                     | 19                                     | 17                                     | 20                                     |
| Week:                                  | 22                                     | 23                                     | 24                                     | 25                                     | 26                                     | 27                                     | 28                                     | 29                                     | 30                                     | 31                                     | 32                                     | 33                                     | 34                                     | 35                                     | 36                                     | 37                                     | 38                                     | 39                                     | 40                                     | 41                                     | 42                                     |
| Positie:                               | 21                                     | 14                                     | 15                                     | 19                                     | 12                                     | 19                                     | 21                                     | 21                                     | 18                                     | 16                                     | 18                                     | 15                                     | 11                                     | 8                                      | 9                                      | 8                                      | 9                                      | 8                                      | 11                                     | 15                                     | 15                                     |
| Week:                                  | 43                                     | 44                                     | 45                                     | 46                                     | 47                                     | 48                                     | 49                                     | 50                                     | 51                                     | 52                                     | 53                                     | 54                                     | 55                                     | 56                                     | 57                                     | 58                                     | 59                                     | 60                                     | 61                                     | 62                                     | 63                                     |
| Positie:                               | 20                                     | 20                                     | 24                                     | 31                                     | 26                                     | 26                                     | 28                                     | 24                                     | 37                                     | 34                                     | 27                                     | 34                                     | 24                                     | 44                                     | 44                                     | 44                                     | 41                                     | 41                                     | 36                                     | 39                                     | 40                                     |
| Week:                                  | 64                                     | 65                                     | 66                                     | 67                                     | 68                                     | 69                                     | 70                                     | 71                                     | 72                                     | 73                                     | 74                                     | 75                                     | 76                                     | 77                                     | 78                                     | 79                                     | 80                                     | 81                                     | 82                                     | 83                                     | 84                                     |
| Positie:                               | 36                                     | 41                                     | 42                                     | 39                                     | 55                                     | 39                                     | 42                                     | 49                                     | 68                                     | 50                                     | 61                                     | 63                                     | 67                                     | 76                                     | 72                                     | 60                                     | 46                                     | 49                                     | 59                                     | 47                                     | 52                                     |
| Week:                                  | 85                                     | 86                                     | 87                                     | 88                                     | 89                                     | 90                                     | 91                                     | 92                                     | 93                                     | 94                                     | 95                                     | 96                                     | 97                                     | 98                                     | 99                                     | 100                                    | 101                                    | 102                                    |                                        |                                        |                                        |
| Positie:                               | 73                                     | 69                                     | 55                                     | 71                                     | 68                                     | 63                                     | 52                                     | 88                                     | 89                                     | 83                                     | 85                                     | 76                                     | 83                                     | 81                                     | 83                                     | 83                                     | 96                                     | 88                                     | uit                                    |                                        |                                        |